# 畅销世嘉游戏机游戏列表
本表列出世嘉各平台销量前10位的游戏。

## 游戏列表

### Mega Drive
- 刺猬索尼克（超过1500万）[1]
- 刺猬索尼克2（600万）[2]
- 阿拉丁（英语：Disney's Aladdin (video game)）（400万）[3]
- NBA Jam（北美市场193万）[4]
- 真人快打II（北美市场178万）[4]
- 街头霸王2-特别冠军版（165万）[5]
- 兽王记（北美市场至少140万）[6]
- 索尼克与纳克鲁斯（英语：Sonic & Knuckles）（北美市场超过124万）[4]
- 魔物獵人攜帶版2nd G（北美市场超过102万）[4]
- 刺猬索尼克3（美国市场102万）[4]

### 世嘉土星
- VR战士2（约220万：日本市场170万[7]，美国市场至少50万）[8]
- 世嘉拉力锦标赛（英语：Sega Rally Championship）（120万）[9]

### Dreamcast
- 索尼克大冒险（250万）[10]
- 劍魂（130万）[11]
- 疯狂出租车（约122.5万：美国市场111万[4]，日本市场115,039）[12]
- 莎木 一章 橫須賀（120万）[13]
- 生化危機 聖女密碼（114万）[5]
- NFL 2K（英语：NFL 2K）（美国市场113万）[4]
- NFL 2K1（英语：NFL 2K）（美国市场101万）[4]